# Golden Cosmos
Golden Cosmos ist ein Illustratorenduo bestehend aus Doris Freigofas und Daniel Dolz aus Berlin.

## Leben und Werk
Doris Freigofas studierte Visuelle Kommunikation an der Kunsthochschule Weißensee. Daniel Dolz studierte Kommunikationsdesign an der Hochschule für Technik und Wirtschaft Berlin und erwarb 2014 den Master of Arts an der Kunsthochschule Weißensee. Im Jahr 2010 gründeten Doris Freigofas und Daniel Dolz Golden Cosmos und illustrieren seither für The New Yorker, The New York Times, Washington Post, Die Zeit und andere Medien weltweit.
Ihr plakativer Stil ist formal von der Technik der Serigrafie beeinflusst. Klar gegeneinander abgegrenzte Flächen, ein reduziertes Farbspektrum und flächige Perspektiven prägen die Ästhetik ihrer Bilder. Golden Cosmos haben sich bereits während des Studiums intensiv mit dem Siebdrucken beschäftigt und limitierte Kleinstauflagen originalserigrafischer Bücher selbst herausgegeben.
Das Spektrum ihrer Bilderwelten reicht von narrativen vielschichtigen bis zu ikonisch symbolhaften Motiven.
Freigofas und Dolz arbeiten an allen Projekten als Team – an Ideenfindung, Konzeption und Umsetzung sind beide zu gleichen Teilen beteiligt.
Golden Cosmos hatten Ausstellungsbeteiligungen in Berlin, New York, Hamburg, Bremen, Zürich, Bologna, Shanghai.

## Auszeichnungen
Das originalserigrafische Buch Von einem, der auszog das Fürchten zu lernen, illustriert von Doris Freigofas, herausgegeben in einer limitierten Auflage von Golden Cosmos, wurde 2010 als eins der schönsten deutschen Bücher ausgezeichnet.
2013 erhielt Golden Cosmos den Young Guns Award des Art Directors Club. 2015 wurde Daniel Dolz’ originalserigrafisches Buch Die Ferne ist ein schöner Ort mit dem Silver Nail des Art Directors Club ausgezeichnet. Zwischen 2012 und 2021 wurden ausgewählte Illustrationen von Golden Cosmos von The New York Times in die Liste der Best Notable Opinion Art gewählt. Im April 2023 wurde Golden Cosmos, zusammen mit der Autorin, für das Bilderbuch Ludwig und das Nashorn mit dem Luchs des Monats ausgezeichnet und im Juni 2023 wurde Ludwig und das Nashorn als eines der „schönsten deutschen Bücher 2023“ ausgezeichnet.
Im März 2025 wurde Golden Cosmos, zusammen mit dem Autor, für das Bilderbuch Ich und der Zauberwürfel für den „Deutschen Jugendliteraturpreis“ nominiert.

## Veröffentlichungen (Auswahl)
- Daniel Fehr (Schriftsteller): Ich & der Zauberwürfel. Illustriert von Golden Cosmos, NordSüd Verlag, Zürich 2024, ISBN 978-3-314-10696-5.
- Noemi Schneider: Ludwig und das Nashorn. Illustriert von Golden Cosmos, NordSüd Verlag, Zürich 2023, ISBN 978-3-314-10631-6.
- Arnaud Roi: Piratomania. Illustriert von Golden Cosmos, Editions Milan, 2017, ISBN 978-2-7459-7962-9.
- Golden Cosmos: Locomotion. Nobrow Press, 2016, ISBN 978-1-910620-11-3.
- Golden Cosmos: Sonntagsheiligung in Deutschland. Büchergilde, Frankfurt am Main 2012, ISBN 978-3-86406-008-3.
- Golden Cosmos: High Times. Nobrow Press, 2012, ISBN 978-1-907704-35-2.